# الاتحاد الرياضي الصيادي

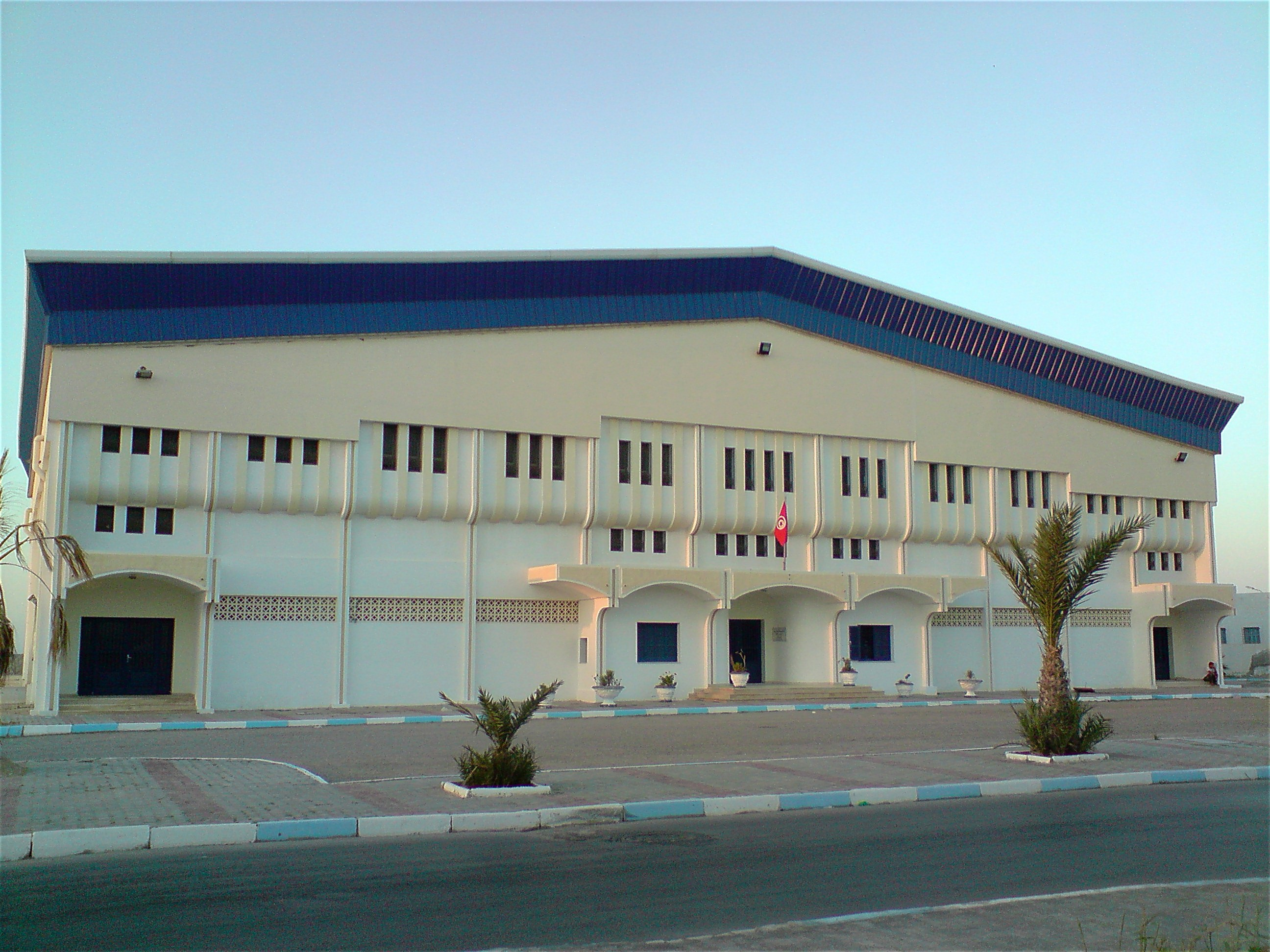
القاعة الرياضية بصيادة

الاتحاد الرياضي الصيادي جمعية رياضية تونسية، أسست عام 1965 بصيادة بفرعي كرة اليد، في صنفي الذكور والإناث، وكرة القدم، في صنف الذكور. غير أنه ينحصر نشاطها حاليا على رياضة كرة اليد في صنف الذكور فقط. رئيسها هو محمد الناصر مطير.

شعار الاتحاد الجديد

يتخذ النادي القاعة الرياضية بصيادة مقرا له وفيها يجري مبارياته الرسمية.
تمكن الفريق من الرجوع مرة ثانية إلى القسم الوطني أ، بعد احرازه على بطولة موسم 2009-2010 للقسم الوطني ب، وقد حلّ النادي الرياضي بهيبون وصيفا له، وقد اقتلع بدوره ورقة الانضمام إلى قسم النخبة.